# Boris Johnson
Alexander Boris de Pfeffel Johnson (sinh 19 tháng 6 năm 1964) là cựu Thủ tướng Vương quốc Anh và cũng từng là Lãnh đạo của Đảng Bảo thủ từ 2019 đến 2022.
Ông là Nghị sĩ Quốc hội đại diện cho Uxbridge và South Ruislip trong 2015, và là nghị sĩ đại diện cho Henley từ 2001 đến 2008. Ông cũng từng là Thị trưởng Luân Đôn từ 2008 đến 2016, Ngày 13 tháng 7 năm 2016, Boris Johnson được thủ tướng Anh Theresa May bổ nhiệm làm Bộ trưởng Ngoại giao từ năm 2016 đến 2018. Ông từ chức vào ngày 9 tháng 7 năm 2018 sau hai năm làm ngoại trưởng Anh. Johnson được coi là một chính trị gia bảo thủ dân tộc và đã được liên kết với cả hai loại chính sách kinh tế và tự do xã hội.
Ông sinh ra ở Thành phố New York trong gia đình người Anh giàu có thuộc tầng lớp trung lưu, Johnson theo học tại Trường châu Âu, Brussels I, Ashdown House và Eton College. Johnson đã học các môn học cổ điển tại Balliol College, Oxford, nơi anh được bầu làm Chủ tịch Liên minh Oxford vào năm 1986. Anh bắt đầu sự nghiệp báo chí của mình tại The Times nhưng đã bị sa thải vì làm giả một trích dẫn. Sau đó, Johnson trở thành phóng viên Brussels của báo The Daily Telegraph, với các bài viết của mình có ảnh hưởng mạnh mẽ đến tình cảm Chủ nghĩa hoài nghi châu Âu đang phát triển giữa những người theo cánh hữu Anh. Ông là trợ lý biên tập của Telegraph từ 1994 đến 1999 và biên tập The Spectator từ 1999 đến 2005. Johnson được bầu làm nghị sĩ Nghị viện đại diện cho khu vực bầu cử Henley năm 2001, và phục vụ trong nội các lập sẵn của phe đối lập dưới sự lãnh đạo của những người đảng Bảo thủ Michael Howard và David Cameron. Ông chủ yếu tuân thủ chủ trương của đảng Bảo thủ nhưng đã chấp nhận lập trường tự do xã hội hơn đối với các vấn đề như quyền LGBT trong phiếu bầu của quốc hội.
Được bầu chọn làm ứng cử viên bảo thủ cho bầu cử thị trưởng London 2008, Johnson đã giành chiến thắng trước đương kim thị trưởng thuộc Công đảng Ken Livingstone và từ chức tại Hạ viện Anh. Trong nhiệm kỳ đầu tiên làm Thị trưởng Luân Đôn, ông đã cấm uống rượu trên phần lớn phương tiện giao thông công cộng của thủ đô, và giới thiệu xe buýt New Routemaster, kế hoạch thuê xe đạp, và xe điện cáp Thames. Năm 2012, ông tái đắc cử, một lần nữa thắng trước đối thủ Livingstone. Trong nhiệm kỳ thứ hai của mình, ông giám sát Thế vận hội 2012. Năm 2015, ông được bầu làm nghị sĩ đại diện cho đơn vị bầu cử Uxbridge và South Ruislip, từ chức Thị trưởng vào năm sau. Năm 2016, Johnson đã trở thành một nhân vật nổi bật trong chiến dịch bỏ phiếu thành công cho Brexit. Sau đó, ông được Thủ tướng Theresa May bổ nhiệm chức Quốc vụ khanh ngoại giao và Thịnh vượng chung, nhưng từ chức khi chỉ trích cách tiếp cận của Brexit và Thỏa thuận Checkquers hai năm sau. Vào tháng 7 năm 2019, ông là được bầu làm Lãnh đạo bảo thủ và được bổ nhiệm làm Thủ tướng.
Johnson là một nhân vật gây tranh cãi trong chính trị và báo chí Anh. Những người ủng hộ đã ca ngợi ông là một nhân vật bình dân, hài hước và vui tính, với sức hấp dẫn vượt ra ngoài các cử tri Bảo thủ truyền thống. Ngược lại, ông đã bị chỉ trích bởi các nhân vật ở cả cánh hữu lẫn cánh tả những người đã buộc tội ông về chủ nghĩa tinh hoa, chủ nghĩa thân hữu, không trung thực, lười biếng, và sử dụng ngôn ngữ phân biệt chủng tộc và kỳ thị. Johnson là chủ đề của một số tiểu sử và một số chân dung hư cấu.
Ngày 27 tháng 3 năm 2020, ông trở thành nhân vật cao cấp nhất trong Chính phủ Anh dương tính với virus SARS-CoV-2 trong đợt bùng phát dịch COVID-19 tại Anh.

## Thời trẻ và học vấn

### Thời thơ ấu: 1964-1977
Johnson có cha mẹ người Anh. Ông sinh ngày 19 tháng 6 năm 1964 ở Upper East Side của Manhattan. Giấy khai sinh của ông được đăng ký cả với chính quyền Hoa Kỳ và với Lãnh sự quán Anh do đó ông có quốc tịch Mỹ và quốc tịch Anh. Cha của ông, Stanley Johnson, lúc đó đang nghiên cứu kinh tế tại Đại học Columbia. Mẹ của Johnson là Charlotte Fawcett, một nghệ sĩ xuất thân từ một gia đình trí thức. Bà đã kết hôn với Stanley vào năm 1963, trước khi họ chuyển đến Hoa Kỳ.
Ông cố nội của Johnson là một người Hồi giáo thế tục đồng thời là nhà báo người Thổ Nhĩ Kỳ-người Circassia tên là Ali Kemal. Về phía cha mình, ông cũng có tổ tiên là người Anh và người Pháp, bao gồm cả hậu duệ của Vua George II của Vương quốc Anh. Ông ngoại của Johnson là luật sư Sir James Fawcett. Mẹ của Johnson là cháu gái của Elias Avery Lowe, một người nghiên cứu cổ tự, là Do Thái Nga di cư đến Hoa Kỳ, và Helen Tracy Lowe-Porter, một dịch giả của Thomas Mann. Thông qua Elias, Johnson xuất thân từ Chính thống giáo Litva. Liên quan đến tổ tiên đa dạng của mình, Johnson đã tự mô tả mình là "người đa dạng về chủng tộc", với sự pha trộn của người Hồi giáo, người Do Thái và Kitô hữu như ông bà. Johnson đã được đặt tên đệm là "Boris" sau khi cha mẹ ông gặp một người Nga lưu vong.

## Sự nghiệp

### Bộ trưởng bộ Ngoại giao
Theo sau Theresa May chiến thắng trong cuộc tranh cử lãnh đạo Đảng Bảo thủ và được bổ nhiệm làm Thủ tướng Chính phủ, Johnson được bổ nhiệm chức Ngoại trưởng vào ngày 13 tháng 7 năm 2016. Việc bổ nhiệm Johnson đã bị chỉ trích bởi một số nhà báo và chính trị gia nước ngoài vì một số câu nói gây tranh cãi của ông ta về các nước khác và các nhà lãnh đạo của họ. Cựu Thủ tướng Thụy Điển Carl Bildt cho biết "tôi ước là nó chỉ là trò đùa", và Ngoại trưởng Pháp Jean-Marc Ayrault tuyên bố: ". tôi không lo lắng gì về Boris Johnson, nhưng... trong chiến dịch Trưng cầu dân ý về Brexit ông ta đã nói dối với người dân Anh và bây giờ ông sẽ bị dồn vào bức tường", khi Anh Quốc phải cố gắng đàm phán quan hệ tương lai của nó với EU. Ngược lại, cựu Thủ tướng Úc Tony Abbott hoan nghênh việc bổ nhiệm và gọi ông là "một người bạn của nước Úc". 
 Một quan chức cấp cao trong chính quyền Obama cho rằng việc bổ nhiệm Johnson sẽ đẩy Hoa Kỳ tiếp tục hướng tới các mối quan hệ gần gũi với Đức với cái giá của mối quan hệ đặc biệt với Vương quốc Anh.
Một số nhà phân tích mô tả việc bổ nhiệm có thể là một chiến thuật để làm suy yếu sự lãnh đạo của đối thủ mình, Johnson, về mặt chính trị: các vị trí mới như "Bộ trưởng Brexit" và Bộ trưởng Thương mại quốc tế làm cho Ngoại trưởng trở thành một nhân vật có chức vụ nhưng ít quyền hạn, và việc bổ nhiệm sẽ bảo đảm Johnson sẽ thường xuyên ra khỏi đất nước và không thể tổ chức một liên minh nổi loạn, trong khi buộc ông phải chịu trách nhiệm về bất kỳ vấn đề nào gây ra vì rút ra khỏi EU.

## Sức khoẻ
Ngày 27 tháng 3 năm 2020, trên Twitter cá nhân, ông tuyên bố đã dương tính với SARS-CoV-2. Đến ngày 5 tháng 4, ông buộc phải nhập viện vì tình trạng sức khoẻ xấu đi.